# Ceton
Ceton é uma comuna francesa na região administrativa da Normandia, no departamento Orne. Estende-se por uma área de 59,53 km². Em 2010 a comuna tinha 1 802 habitantes (densidade: 30,3 hab./km²).